# 첼로 소나타 (쇼팽)
《첼로 소나타 사단조 작품번호 65》는 프레데리크 쇼팽이 1846년에 작곡한 첼로와 피아노를 위한 작품이다. 피아노 가 아닌 악기를 위해 쓰여진 쇼팽의 9개 작품 중 하나이다. 쇼팽은 4개의 소나타를 작곡하였고, 다른 세 개는 피아노 소나타이다. 첼로 소나타는 그의 생애 마지막으로 출판된 쇼팽의 마지막 작품이었다.
이 소나타는 오귀스트 프랑숌을 위해 쓰여졌으며 그에게 헌정되었다. 이 소나타는 재료의 집중력이 뛰어나다. 첫 악장의 음악 중 대부분이 오프닝스테이트먼트로부터 확장되며 이들은 다시 모든 악장에서 드러난다. 마지막 세 악장은 1848년 2월 16일 작곡가의 마지막 공개 콘서트인 살레 플레옐에서 프랑숌과 쇼팽이 처음 공개했다.

## 구조
이 곡은 4악장으로 구성된다.
- 1악장: 사단조, 알레그로 모데라토
- 2악장: 라단조-스케르초, 라장조-트리오
- 3악장: 내림 나장조, 라르고
- 4악장: 사단조-알레그로, 사장조로 끝남

연주에 약 30 분이 걸린다.

## 참고 문헌
노트
1. ↑  Rezaei 2010
2. ↑  Nicholas 2010
3. ↑  Ross 2011

출처
- Nicholas, Jeremy (2010). 쇼팽 : Chamber Music (PDF) (CD). 히페리온 레코드. CDH55384.
- Rezaei, Ramin (2010). Frederic Chopin의 실내악 및 폴란드 노래 (PDF) (B.Mus). 라티 응용 과학 대학 . 2016년 7월 11일을 만회하는.
- Ross, M (2011). 쇼팽 & 생센 : 첼로 소나타 (PDF) (CD). Signum 레코드. SIGCD252.